# 蒼い肖像
『蒼い肖像』（Blue Moves）は、1976年に発表されたエルトン・ジョンのスタジオ・アルバム。

## 解説
アナログ2枚組のコンセプト・アルバムとして発売された。自身が立ち上げたレーベル「ロケット・レコード」からの第一作となる。
静謐な印象を与える作品で、これをエルトンの契機とみるファンや評論家も多い。派手なポップスターとしての活動に疲れ果てたエルトンは、この後に休息期間を取ることになる。また作詞家バーニー・トーピンとのコンビもこの作品で一旦終わりとなった。
美しいバラード「トゥナイト」や切々と歌い上げる「悲しみのバラード」などバンドサウンドを排した曲が印象的だが、「ちっぽけな町」などのロックナンバーも挟まれている。ダンスナンバー「バイト・ユア・リップ」のフェードアウトで終わるアルバム。完全にジャズという珍しい楽曲「アイドル」もある。
現在はCD2枚組だが、当初CD盤が発売された際は1枚もので、8、10、12曲目が未収録だった。そのため再発CDには「完全版」と書かれていた。

## 収録曲
全曲、作詞：バーニー・トーピン、作曲：エルトン・ジョン、6,15：エルトン&デイヴィー・ジョンストン、3：エルトン&ジェームズ・ニュートン・ハワード、5,11：エルトン&デイヴィー・ジョンストン&カレブ・クェイ、12：エルトン&デイヴィー・ジョンストン&ジェームズ・ニュートン・ハワード&カレブ・クェイ、1：カレブ・クェイ
サイド 1
1. 序曲 - "Your Starter For" ※インストゥルメンタル
2. トゥナイト - "Tonight"
3. ちっぽけな町 - "One Horse Town"
4. カメレオン - "Chameleon"

サイド 2
1. ブギー・ピルグリム - "Boogie Pilgrim"
2. かごの小鳥（エディット・ピアフに捧げる歌） - "Cage The Songbird"
3. クレージー・ウォーター - "Crazy Water"
4. ショルダー・ホルスター - "Shoulder Holster"

サイド 3
1. 悲しみのバラード - "Sorry Seems To Be The Hardest Word"
2. アウト・オブ・ザ・ブルー - "Out Of The Blue" ※インストゥルメンタル
3. 17才と20才の頃 - "Between Seventeen And Twenty"
4. 大きな瞳の陽気な娘 - "The Wide Eyed And Laughing"
5. ある男の終曲 - "Someone's Final Song"

サイド 4
1. 愛しのシュラー - "Where's The Shoorah?"
2. 神はいるの - "If There's A God In Heaven (What's He Waiting For?)"
3. アイドル - "Idol"
4. 架空のテレビ番組主題歌 - "Theme From A Non-Existent TV Series" ※インストゥルメンタル
5. バイト・ユア・リップ - "Bite Your Lip (Get Up And Dance!)"

## 参加ミュージシャン
※再発盤2枚組CDの曲順でナンバー表記
- エルトン・ジョン – アコースティックピアノ (1–5, 7–10, 13–16, 18)、ボーカル (2–9, 12–16, 18)、ヴォーカリーズ (11)、ハーモニウム (14)、ハープシコード (17)
- カート・ベッチャー – バック・ボーカル (4, 10, 11, 13)、BGVアレンジ (11, 13)
- ハリー・ブルーストーン – ストリングス・リーダー (18)
- マイケル・ブレッカー – サクソフォーン (5, 8, 16)
- ランディ・ブレッカー – トランペット (5, 8, 16)
- ポール・バックマスター – ストリング・アレンジ & 指揮 (3, 7, 15)、ブラス・アレンジ (7)
- シンディ・バレンズ – バック・ボーカル (4, 7, 11)
- クラーク・バロウズ – バック・ボーカル (13)
- ジョー・シェメイ – バック・ボーカル (11, 13)
- ジェームズ・クリーブランド牧師 – 合唱ディレクター (5, 14, 18)
- レイ・クーパー – グロッケンシュピール (1, 17)、マリンバ (1, 17)、ゴング (3)、タンバリン (3, 5, 7, 8, 11, 15)、ヴィブラフォン (3, 4, 9, 10)、ベル (3)、シェイカー (4, 6, 11)、トライアングル (6)、フィンガー・シンバル (6)、コンガ (7, 10, 11, 15, 18)、ロトトム (12)
- コーナーストーン・インスティテューショナル・バプテスト教会および南カリフォルニア・コミュニティ合唱団 – 合唱 (5, 14, 18)
- デヴィッド・クロスビー – バック・ボーカル (6)
- ダリル・ドラゴン – BGVアレンジ (7)
- マーティン・フォード・オーケストラ – ストリングス (3, 7, 15)、ブラス (7)
- カール・フォルティナ – アコーディオン (8)
- ロン・ヒックリン – バック・ボーカル (4, 7)
- マイケル・ハーウィッツ – チェロ (3)
- ブルース・ジョンストン – バック・ボーカル (4, 7, 10, 11, 13)、BGVアレンジ (4, 11, 13)
- デイヴィー・ジョンストン – マンドリン (2, 11, 17)、エレクトリックギター (3, 7, 10, 15)、スライド・ギター (5, 18)、アコースティックギター (6)、ダルシマー (6)、シタール (12)
- ジョン・ジョイス – バック・ボーカル (4, 7, 11)
- ロンドン・シンフォニー・オーケストラ – ストリングス (2, 9)
- ジーン・モフォード – バック・ボーカル (4, 7)
- グラハム・ナッシュ – バック・ボーカル (6)
- ジェームズ・ニュートン・ハワード – シンセサイザー (1, 3, 6, 10, 12, 13, 17, 18)、フェンダーローズ (3, 9, 13, 17)、ハモンドオルガン (5, 11, 15)、メロトロン (6)、クラヴィネット (7)
- ジーン・ペイジ交響楽団 – ストリングス (18)
- ケニー・パッサレリ – ベース (1, 3–5, 7–11, 14–18)
- ロジャー・ポープ – ドラム (1, 3–5, 7, 8, 10, 11, 15–18)
- カレブ・クェイ – アコースティックギター (1, 4, 6, 12, 17)、エレクトリックギター (3, 4, 7, 10, 11, 15, 18)、ギター・ソロ (3, 10, 15)、12弦ギター (12)
- バリー・ロジャース – トロンボーン (5, 8, 16)
- デイヴィッド・サンボーン – サクソフォーン (5, 8, 16)
- リチャード・スタッド – ストリングス・リーダー (3, 7, 12, 15)、ブラス・リーダー (7)
- トニー・テニール – バック・ボーカル (4, 7, 10, 13)

## 製作
- ガス・ダッジョン - プロデューサー
- ジョン・リード (John Reid) - マネージメント & エンジニア
- ジョン・スチュワート (John Stewart) - エンジニア
- ジョン・クランダー (John Kurlander) - エンジニア (EMI Studio, Abbey Road, London)：2,3,15曲目
- ガス・ダッジョン&アール・マンキー (Earl Mankey) - エンジニア (Brother Studio, Santa Monica, California)：4,6,7,12,13曲目
- マーク・ハウレット (Mark Howlett) - エンジニア (Sunset Sound Recorders, Los Angels)：5,8,9,14,16,18曲目
- デヴィッド・コスタ (David Costa) - アート・ディレクション
- デヴィッド・ラーカム - コーディネーター
- デヴィッド・ナッター - 写真
- パトリック・プロッカー (Patrick Procktor) - カバー絵画 "The Guardian Readers"